# إنفيديا
شركة إنفيديا (بالإنجليزية: NVIDIA)‏، (بورصة نازداك:NVDA)، هي واحدة من أكبر الشركات إنتاجا لمعالجات الرسومات وبطاقات العرض المرئي ومجموعات الشرائح للكومبيوتر وأنظمة ألعاب الفيديو (إكس بوكس، سيجا ساترن، بلايستايشن 3). وتسمى شركة بدون مصنع وبدون معدات تصنيع (تصمم، ولا تصنع). ويقع مقرها في سانتا كلارا في ولاية كاليفورنيا بالولايات المتحدة.
بالإضافة إلى تصنيع وحدة معالجة الرسومات، توفر إنفيديا إمكانات معالجة متوازية للباحثين والعلماء تتيح لهم تشغيل تطبيقات عالية الأداء بكفاءة. يتم نشرهم في مواقع الحوسبة الفائقة حول العالم. في الآونة الأخيرة، انتقلت إلى سوق الحوسبة المحمولة، حيث تنتج معالجات تيجرا للهواتف الذكية والأجهزة اللوحية بالإضافة إلى أنظمة الملاحة والترفيه في السيارة. بالإضافة إلى إي إم دي، تشمل منافسيها إنتل وكوالكوم.

## التاريخ

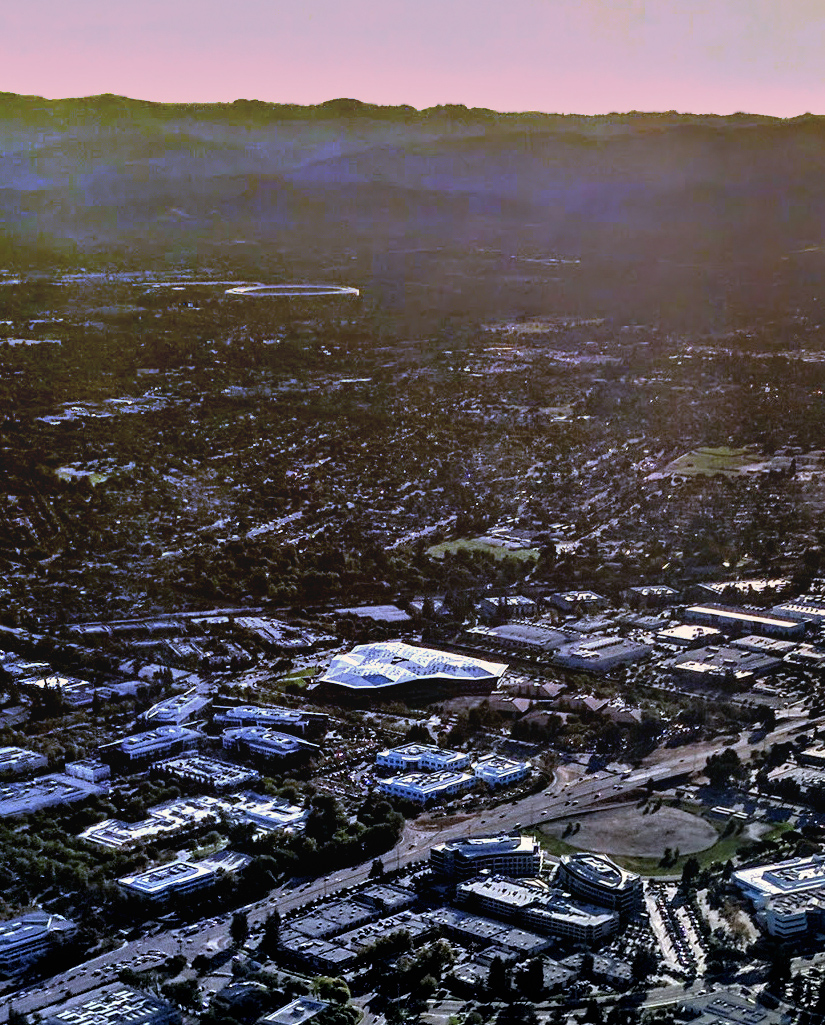
منظر جوي لمبنى مقر إنفيديا الجديد والحرم الجامعي والمنطقة المحيطة به في سانتا كلارا، كاليفورنيا، في عام 2017.

تأسست إنفيديا في 5 أبريل 1993، بواسطة جين-سون هوانغ (المدير التنفيذي اعتبارًا من 2020)، وهو أمريكي تايواني، كان مديرًا سابقًا لـ كور وير في شركة ال أس أي [الإنجليزية] ومصمم معالجات دقيقة في إي إم دي (AMD)، وكريس مالاتشوسكي [الإنجليزية]، وهو مهندس كهربائي عمل في صن ميكروسيستمز، وكورتيس بريم [الإنجليزية]، كان سابقًا كبير مهندسي الموظفين ومصمم شرائح الرسومات في صن مايكروسيستمز.
في عام 1993، اعتقد المؤسسون المشاركون الثلاثة أن الاتجاه الصحيح للموجة التالية من الحوسبة كان متسارعًا أو يعتمد على الحوسبة الرسومية لأنه يمكن أن يحل المشكلات التي لا تستطيع الحوسبة العامة حلها. كما لاحظوا أن ألعاب الفيديو كانت في نفس الوقت واحدة من أكثر المشكلات صعوبة من الناحية الحسابية وسيكون لها حجم مبيعات مرتفع بشكل لا يصدق. لا يحدث الشرطان كثيرًا. أصبحت ألعاب الفيديو هي حذافة الشركة للوصول إلى الأسواق الكبيرة وتمويل البحث والتطوير الضخم لحل المشكلات الحسابية الضخمة. مع وجود 40 ألف دولار فقط في البنك، ولدت الشركة. تلقت الشركة بعد ذلك 20 مليون دولار من تمويل رأس المال الاستثماري من سيكويا كابيتال وغيرها. لم يكن لدى إنفيديا اسم في البداية وقام المؤسسون بتسمية جميع ملفاتهم NV، كما في «الإصدار التالي». دفعت الحاجة إلى دمج الشركة المؤسسين المشاركين لمراجعة جميع الكلمات بهاتين الحرفين، مما أدى بهم إلى «أي إنفيديا» (بالإنجليزية: invidia)‏، وهي الكلمة اللاتينية التي تعني «الحسد». تم الإعلان عن إنفيديا في 22 يناير 1999.

### الإصدارات الرئيسية وعمليات الاستحواذ
عزز إصدار ريفا تي ان تي [الإنجليزية] في عام 1998 سمعة إنفيديا في تطوير محولات رسومات قادرة. في أواخر عام 1999، أصدرت إنفيديا جيفورس 256 [الإنجليزية] (NV10)، وأبرزها إدخال التحول والإضاءة على اللوحة (T&L) إلى الأجهزة ثلاثية الأبعاد على مستوى المستهلك. الجري في 120 ميغاهيرتز وتتميز بخطوط أنابيب رباعية البكسل، قامت بتنفيذ تسريع متقدم للفيديو، وتعويض الحركة، ومزج ألفا للصور الفرعية للأجهزة. تفوق أداء جيفورس على المنتجات الحالية بهامش واسع.
نظرًا للنجاح الذي حققته منتجاتها، فازت إنفيديا بعقد تطوير أجهزة الرسومات لوحدة التحكم في ألعاب إكس بوكس من مايكروسوفت، مما أدى إلى حصول إنفيديا على 200 مليون دولار مقدمًا. ومع ذلك، فقد أخذ المشروع العديد من أفضل المهندسين بعيدًا عن المشاريع الأخرى. على المدى القصير، لم يكن هذا مهمًا، وتم شحن جيفورس 2 جي تي أس [الإنجليزية] في صيف عام 2000. في ديسمبر 2000، توصلت إنفيديا إلى اتفاقية للاستحواذ على الأصول الفكرية لمنافستها ثري دي إف إكس، وهي شركة رائدة في تقنية الرسومات ثلاثية الأبعاد للمستهلكين الرائدة في هذا المجال من منتصف التسعينيات حتى عام 2000. تم الانتهاء من عملية الاستحواذ في أبريل 2002.
في يوليو 2002، استحوذت إنفيديا على إكسلونا مقابل مبلغ لم يكشف عنه. قامت إكسلونا بصنع أدوات تقديم البرامج وتم دمج الموظفين في مشروع Cg. في أغسطس 2003، استحوذت إنفيديا على ميديا كيو مقابل حوالي 70 مليون دولار أمريكي. في 22 أبريل 2004، استحوذت إنفيديا على أي ريدي، وهي أيضًا موفر لحلول إلغاء تحميل TCP/IP و iSCSI عالية الأداء. في ديسمبر 2004، أُعلن أن إنفيديا ستساعد سوني في تصميم معالج الرسومات (أر اس أكس [الإنجليزية]) في وحدة تحكم ألعاب بلاي ستيشن 3. في 14 ديسمبر 2005، استحوذت إنفيديا على أيسر إنكوربوريتد [الإنجليزية]، التي وفرت في ذلك الوقت أجزاء سوثبريدج لقطع الغيار اللازمة ل رقائق ل إيه تي آي، منافس إنفيديا. في مارس 2006، استحوذت إنفيديا على هيبرد جرافيك [الإنجليزية]. في ديسمبر 2006، تلقت إنفيديا، جنبًا إلى جنب مع منافستها الرئيسية في صناعة الرسوميات AMD (التي استحوذت على ATI)، مذكرات استدعاء من وزارة العدل الأمريكية بشأن انتهاكات محتملة لمكافحة الاحتكار في صناعة بطاقات الرسومات.
اختارت فوربس شركة إنفيديا أفضل شركة لها لعام 2007، مستشهدة بالإنجازات التي حققتها خلال الفترة المذكورة وكذلك خلال السنوات الخمس الماضية. في 5 يناير 2007، أعلنت إنفيديا أنها أكملت عملية الاستحواذ على شركة بورتل بلاير [الإنجليزية]. في فبراير 2008، استحوذت إنفيديا على اغيا، مطور فسإكس محرك الفيزياء والمعالجة الفيزيائية وحدة. أعلنت إنفيديا أنها تخطط لدمج تقنية PhysX في منتجات GPU المستقبلية.
في نوفمبر 2011، بعد الكشف عنها في البداية في المؤتمر العالمي للجوال، أصدرت إنفيديا نظامها تيجرا 3 إيه.آر.إم على شريحة للأجهزة المحمولة. ادعت إنفيديا أن الشريحة تضمنت أول وحدة معالجة مركزية متنقلة رباعية النوى على الإطلاق. في مايو 2011، أُعلن أن إنفيديا قد وافقت على الاستحواذ على Icera، وهي شركة لتصنيع الرقائق الأساسية في المملكة المتحدة، مقابل 367 مليون دولار. في يناير 2013، كشفت إنفيديا النقاب عن تيجرا 4، وكذلك إنفيديا شيلد، وحدة تحكم ألعاب محمولة تعمل بنظام أندرويد مدعومة بنظام جديد على الرقاقة. في 29 يوليو 2013، أعلنت إنفيديا أنها استحوذت على بي جي أم [الإنجليزية] من أس تي مايكروإلكترونيكس.
منذ عام 2014، نوعت إنفيديا أعمالها مع التركيز على ثلاثة أسواق: الألعاب، وإلكترونيات السيارات، والأجهزة المحمولة. تركز إنفيديا الآن أيضًا على الذكاء الاصطناعي.
في 6 مايو 2016، كشفت إنفيديا النقاب عن أولى وحدات معالجة الرسومات من سلسلة جيفورس 10 [الإنجليزية]، جي تي أكس 1080 و 1070، بناءً على الهندسة المعمارية الدقيقة الجديدة للشركة باسكال. ادعت إنفيديا أن كلا الطرازين تفوقا على طراز Titan X القائم على ماكسويل؛ تتضمن الطرز ذاكرة جي دي دي أر 5 أكس و GDDR5 على التوالي، وتستخدم 16 عملية التصنيع نانومتر. تدعم البنية أيضًا ميزة جديدة للأجهزة تُعرف باسم الإسقاط المتعدد المتزامن (SMP)، والذي تم تصميمه لتحسين جودة عرض الشاشات المتعددة والواقع الافتراضي. أجهزة الكمبيوتر المحمولة التي تشتمل على وحدات معالجة الرسومات هذه وتكون رفيعة بدرجة كافية - اعتبارًا من أواخر عام 2017، أقل من 0.8 بوصة (20 مـم) - تم تحديده على أنه يلبي معيار التصميم "Max-Q" من إنفيديا.
في يوليو 2016، وافقت إنفيديا على تسوية دعوى قضائية كاذبة تتعلق بطراز جي تي أكس 970 [الإنجليزية]، حيث لم تتمكن النماذج من استخدام كل ما تم الإعلان عنه من 4 غيغابايت من ذاكرة الوصول العشوائي بسبب القيود المفروضة على تصميم أجهزتها. في مايو 2017، أعلنت إنفيديا عن شراكة مع تويوتا والتي ستستخدم منصة الذكاء الاصطناعي من إنفيديا درايف [الإنجليزية] لمركباتها المستقلة. في يوليو 2017، أعلنت إنفيديا وعملاق البحث الصيني بايدو عن شراكة ذكاء اصطناعي بعيدة المدى تشمل الحوسبة السحابية، والقيادة الذاتية، والأجهزة الاستهلاكية، وإطار عمل PaddlePaddle مفتوح المصدر من بايدو. كشفت بايدو أن محرك إنفيديا بي أكس 2 أي أل (Nvidia's Drive PX 2 AI) سيكون أساس منصة المركبات ذاتية القيادة الخاصة بها.
أصدرت إنفيديا رسميًا Titan V في 7 ديسمبر 2017.
أصدرت إنفيديا رسميًا إنفيديا كوادرو جي في 100 (Nvidia Quadro GV100) في 27 مارس 2018. أصدرت إنفيديا رسميًا وحدات معالجة الرسومات RTX 2080 في 27 سبتمبر 2018. في عام 2018، أعلنت جوجل أن بطاقات الرسوم تسلا بي 4 من إنفيديا سيتم دمجها في الذكاء الاصطناعي لخدمة جوجل كلاود.
في 11 مارس 2019، أعلنت إنفيديا عن صفقة لشراء ميلانوكس [الإنجليزية] مقابل 6.9 مليار دولار لتوسيع حضورها بشكل كبير في سوق الحوسبة عالية الأداء. في مايو 2019، أعلنت إنفيديا عن أجهزة الكمبيوتر المحمولة RTX Studio الجديدة. يقول المبدعون أن الكمبيوتر المحمول الجديد سيكون أسرع سبع مرات من جهاز MacBook Pro المتطور مع معالج Core i9 ورسومات AMD's Radeon Pro Vega 20 في تطبيقات مثل Maya و RedCine-X Pro. في أغسطس 2019، أعلنت إنفيديا عن ماينكرافت آر تي أكس، وهو تصحيح رسمي مطور من إنفيديا للعبة ماينكرافت يضيف DXR raytracing في الوقت الحقيقي حصريًا إلى إصدار Windows 10 من اللعبة. اللعبة بأكملها، على حد تعبير إنفيديا، هي «تجديد» مع تتبع المسار، مما يؤثر بشكل كبير على طريقة عمل الضوء والانعكاسات والظلال داخل المحرك.
في مايو 2020، طور كبار علماء إنفيديا جهاز تنفس مفتوح المصدر من أجل معالجة النقص الناتج عن وباء فيروس كورونا العالمي. في 14 مايو 2020، أعلنت إنفيديا رسميًا عن معمارية Ampere GPU الدقيقة ومسرع وحدة معالجة الرسومات إنفيديا A100. في يوليو 2020، أفيد أن إنفيديا كانت تجري محادثات مع سوفت بنك لشراء إيه.آر.إم، مصمم الرقائق في المملكة المتحدة، مقابل 32 مليار دولار.
في 1 سبتمبر 2020، أعلنت إنفيديا رسميًا عن سلسلة جيفورس 30 بناءً على معمارية أمبير [الإنجليزية] الدقيقة الجديدة للشركة.
في أكتوبر 2020، أعلنت إنفيديا عن خطتها لبناء أقوى كمبيوتر في المملكة المتحدة في كامبريدج. سيستخدم الكمبيوتر الذي يحمل اسم Cambridge-1، الذكاء الاصطناعي لدعم أبحاث الرعاية الصحية، مع اكتمال متوقع بحلول نهاية عام 2020، بتكلفة تقارب 40 مليون جنيه إسترليني. وفقًا لـ جنسن هوانغ، "سيعمل الكمبيوتر الفائق Cambridge-1 كمركز للابتكار في المملكة المتحدة، ويعزز العمل الرائد الذي يقوم به باحثو البلاد في مجال الرعاية الصحية الحرجة واكتشاف الأدوية.
في مايو 2023 ، أعلنت إنفيديا  عن شراكة مع شركة سيرفس ناو لتقديم خدمات الذكاء الاصطناعي إلى الشركات الكبرى.
وفي 1 مارس 2024 بلغت قيمة "إنفيديا" السوقية عند إغلاق التداولات 2.06 تريليون دولار لتتمكن من تجاوز شركة أرامكو السعودية من حيث القيمة السوقية، لتصبح ثالث أكبر شركة مدرجة من حيث القيمة في العالم بعد "أبل" و"مايكروسوفت".

### دعوى جماعية
في يوليو 2008، قامت إنفيديا بتخفيض ما يقرب من 200 مليون دولار من إيرادات الربع الأول، بعد الإبلاغ عن أن بعض شرائح الهاتف المحمول ووحدات معالجة الرسومات التي تنتجها الشركة لديها «معدلات فشل غير طبيعية» بسبب عيوب التصنيع. ومع ذلك، لم تكشف إنفيديا عن المنتجات المصابة. في سبتمبر 2008، أصبحت إنفيديا موضوع دعوى قضائية جماعية بسبب العيوب، مدعيا أن وحدات معالجة الرسومات المعيبة قد تم دمجها في بعض طرازات الكمبيوتر المحمول المصنعة من قبل شركة أبل. وديل وأتش بي. في سبتمبر 2010، توصلت إنفيديا إلى تسوية، حيث ستقوم بتعويض مالكي أجهزة الكمبيوتر المحمولة المتضررة عن الإصلاحات أو الاستبدال في بعض الحالات. في 10 يناير 2011، وقعت إنفيديا اتفاقية ترخيص متبادل مدتها ست سنوات بقيمة 1.5 مليار دولار مع إنتل، منهية جميع الدعاوى القضائية بين الشركتين.

### جدل برامج تشغيل الويب لشركة أبل/إنفيديا
في مايو 2018، في منتدى مستخدمي إنفيديا، تم بدء سلسلة رسائل تطلب من الشركة تحديث المستخدمين عند إصدار برامج تشغيل ويب لبطاقاتها المثبتة على أجهزة ماك برو القديمة حتى منتصف عام 2012 5،1 والتي تعمل بنظام ماك أو إس موهافي بنظام التشغيل 10.14. برامج تشغيل الويب مطلوبة لتمكين تسريع الرسومات وإمكانيات شاشة العرض المتعددة لوحدة معالجة الرسومات. على موقع معلومات تحديث موهافي، صرحت شركة أبل أن ماك أو إس موهافي سيعمل على الأجهزة القديمة مع بطاقات رسومات "متوافقة مع المعدن" ووحدات معالجة الرسوميات المتوافقة مع Metal، بما في ذلك بعض المنتجات المصنعة من قبل إنفيديا. ومع ذلك، لم تتضمن هذه القائمة بطاقات متوافقة مع Metal والتي تعمل حاليًا في ماك أو إس هاي سييرا باستخدام برامج تشغيل الويب المطورة من إنفيديا. في سبتمبر، ردت إنفيديا، «أبل تتحكم بشكل كامل في برامج التشغيل لنظام التشغيل ماك أو إس. ولكن إذا سمحت أبل بذلك، فسيكون مهندسونا جاهزين ومتحمسين لمساعدة أبل على توفير برامج تشغيل رائعة لنظام التشغيل ماك أو إس 10.14 (موهافي).» في أكتوبر، أعقبت إنفيديا ذلك بإعلان عام آخر، «تتحكم أبل بالكامل في برامج التشغيل لنظام التشغيل ماك أو إس. لسوء الحظ، لا تستطيع إنفيديا حاليًا الإفراج عن برنامج تشغيل ما لم تتم الموافقة عليه من قبل أبل،» مما يشير إلى حدوث خلاف محتمل بين الشركتين. بحلول يناير 2019، مع عدم وجود أي إشارة على تمكين برامج تشغيل الويب، أثارت مجتمع أبل الجدل بادعاء أن إدارة أبل «لا تريد دعم إنفيديا في ماك أو إس». في الشهر التالي، تابعت أبل هذا بادعاء آخر بأن دعم إنفيديا قد تم التخلي عنه بسبب «مشاكل علائقية في الماضي»، وأن أبل كانت تطور تقنية GPU الخاصة بها. بدون برامج تشغيل الويب إنفيديا المعتمدة من أبل، يواجه مستخدمو أبل استبدال بطاقات إنفيديا الخاصة بهم بعلامة تجارية منافسة مدعومة، مثل إيه تي أي ريدون من القائمة التي أوصت بها أبل.

### الجدل حول أجهزة أنبوكسد
في 10 كانون الأول (ديسمبر) 2020، أخبرت إنفيديا المراجع الفني الشهير على يوتيوب ستيفن والتون من أجهزة أنبوكسد أنها لن تزوده بوحدات مراجعة بطاقة الرسومات GeForce Founders Edition. في رسالة تويتر، قالت أجهزة أنبوكسد، "قررت إنفيديا رسميًا حظرنا من تلقي عينات مراجعة GPU الخاصة بـ GeForce Founders Edition. منطقهم هو أننا نركز على التنقيط بدلاً من تتبع الأشعة. لقد قالوا إنهم سيعيدون النظر في هذا "إذا تغير اتجاهك التحريري."

في رسائل البريد الإلكتروني التي كشف عنها والتون من بريان ديل ريزو، مدير العلاقات العامة في إنفيديا، قالت إنفيديا:
... استمرت مراجعات وتوصيات وحدة معالجة الرسومات الخاصة بك في التركيز بشكل فردي على أداء التحويل النقطي، وقمت بتخفيض كبير لجميع التقنيات الأخرى التي نقدمها للاعبين. من الواضح جدًا من تعليق المجتمع أنك لا ترى الأشياء بالطريقة نفسها التي نراها نحن واللاعبون وبقية الصناعة.
قال موقع تك سبوت، الشريك لموقع أجهزة أنبوكسد، «تثير هذه الحوادث وغيرها من الحوادث ذات الصلة أسئلة جادة حول استقلالية الصحافة وما يتوقعونه من المراجعين عندما يتم إرسال منتجاتهم للحصول على رأي محايد».
خرج عدد من المراجعين التكنولوجيين البارزين بقوة ضد تحرك إنفيديا. لينوس سيباستيان، من لينوس تيك تيبس (Linus Tech Tips)، بعنوان حلقة من برنامج وان الأسبوعي الشهير، «إنفيديا قد يكون في الواقع شريرًا...» وانتقد بشدة تحرك الشركة لإملاء نتائج محددة لمراجعات التكنولوجيا. قال موقع المراجعة الشهير جيمر نيكسوس إنه كان «قرار إنفيديا الأخير بإطلاق النار على قدميه: لقد اتخذوه الآن بحيث يخضع أي مراجعين يغطون RT إلى التدقيق من مشاهدين غير موثوقين سيشتبهون في تخريب الشركة. الذات قصيرة النظر من إنفيديا.»
بعد يومين، عكستإنفيديا موقفها. أرسلت أجهزة أنبوكسد رسالة تويتر، «لقد تلقيت للتو بريدًا إلكترونيًا من إنفيديا للاعتذار عن البريد الإلكتروني السابق وقد عادوا الآن بكل شيء.» في 14 ديسمبر، أصدرت أجهزة أنبوكسد مقطع فيديو يشرح الجدل من وجهة نظرهم. عبر تويتر، شاركوا أيضًا اعتذارًا ثانيًا أرسله ديل ريزو من إنفيديا والذي قال فيه «حجب العينات لأنني لم أتفق مع تعليقك هو ببساطة غير مبرر وتجاوز الخط.»

## المالية
بالنسبة للسنة المالية 2020، أعلنت إنفيديا عن أرباح بلغت 2.796 مليار دولار أمريكي، بإيرادات سنوية قدرها 10.918 مليار دولار أمريكي، بانخفاض قدره 6.8٪ عن الدورة المالية السابقة. تم تداول أسهم إنفيديا بأكثر من 531 دولارًا أمريكيًا للسهم الواحد، وقدرت قيمتها السوقية بأكثر من 328.7 مليار دولار أمريكي في يناير 2021.
بالنسبة للربع الثاني من عام 2020، سجلت إنفيديا مبيعات بلغت 3.87 مليار دولار، بزيادة قدرها 50٪ عن نفس الفترة من عام 2019. كانت الزيادة في المبيعات نتيجة جائحة فيروس كورونا وزيادة طلب الناس على تكنولوجيا الكمبيوتر. وفقًا للمدير المالي للشركة، كوليت كريس، فإن تأثيرات الوباء «ستعكس على الأرجح هذا التطور في اتجاهات القوى العاملة في المؤسسة مع التركيز بشكل أكبر على التقنيات، مثل أجهزة الكمبيوتر المحمولة إنفيديا ومحطات العمل الافتراضية، التي تتيح العمل عن بُعد والتعاون الافتراضي.»
| السنة | إيرادات بالمليون دولار أمريكي$ | صافي الدخل بالمليون دولار أمريكي$ | إجمالي الأصول بالمليون دولار أمريكي$ | سعر السهم بالدولار الأمريكي | الموظفين |
| ----- | ------------------------------ | --------------------------------- | ------------------------------------ | --------------------------- | -------- |
| 2005  | 2,010                          | 89                                | 1,629                                | 8.81                        | 2,101    |
| 2006  | 2,376                          | 301                               | 1955                                 | 16.76                       | 2737     |
| 2007  | 3,069                          | 449                               | 2675                                 | 25.68                       | 4083     |
| 2008  | 4098                           | 798                               | 3,748                                | 14.77                       | 4,985    |
| 2009  | 3,425                          | −30                               | 3,351                                | 10.97                       | 3,772    |
| 2010  | 3,326                          | −68                               | 3586                                 | 12.56                       | 5706     |
| 2011  | 3543                           | 253                               | 4,495                                | 15.63                       | 6029     |
| 2012  | 3,998                          | 581                               | 5,553                                | 12.52                       | 5,042    |
| 2013  | 4280                           | 563                               | 6412                                 | 13.38                       | 7,974    |
| 2014  | 4130                           | 440                               | 7251                                 | 17.83                       | 6,384    |
| 2015  | 4682                           | 631                               | 7201                                 | 23.71                       | 6,384    |
| 2016  | 5,010                          | 614                               | 7,370                                | 53.76                       | 9227     |
| 2017  | 6910                           | 1,666                             | 9841                                 | 149.79                      | 10,299   |
| 2018  | 9714                           | 3,047                             | 11241                                | 232.38                      | 8191     |
| 2019  | 11.716                         | 4141                              | 13292                                | 174.59                      | 13277    |
| 2020  | 10918                          | 2796                              | 17,315                               | 395.63                      | 13,775   |

## مؤتمر GPU للتكنولوجيا
مؤتمر GPU للتكنولوجيا (بالإنجليزية: GPU Technology Conference (GTC))‏ عبارة عن سلسلة من المؤتمرات الفنية التي تُعقد حول العالم. نشأت في عام 2009 في سان خوسيه، كاليفورنيا، مع التركيز الأولي على إمكانية حل تحديات الحوسبة من خلال وحدات معالجة الرسومات. في السنوات الأخيرة، تحول تركيز المؤتمر إلى تطبيقات مختلفة للذكاء الاصطناعي والتعلم العميق، بما في ذلك: السيارات ذاتية القيادة، والرعاية الصحية، والحوسبة عالية الأداء، وتدريب معهد إنفيديا للتلعم العميق (DLI). استقطب GTC 2018 أكثر من 8400 مشارك. نظرًا لوباء COVID-19 في عام 2020، تم تحويل GTC 2020 إلى حدث رقمي وجذب ما يقرب من 59000 مسجل.

## منتجات الأسر

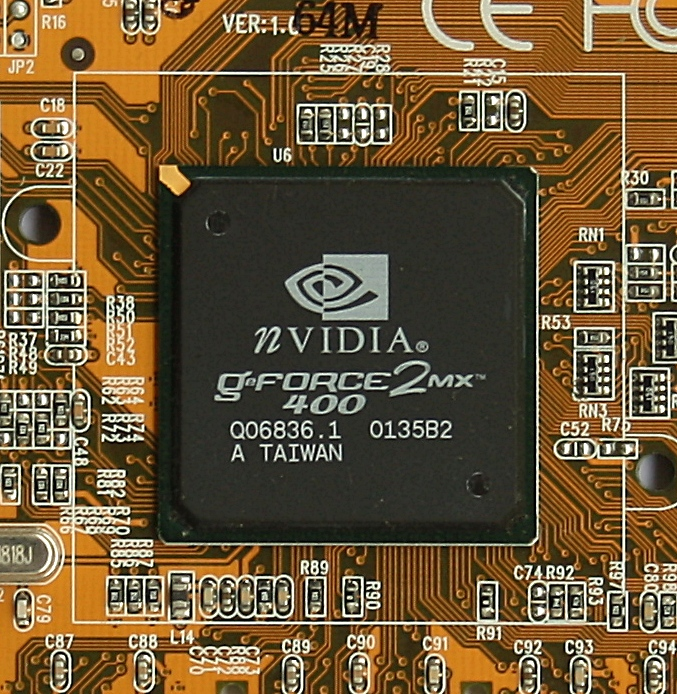
إنفيديا جيفورس2 إم أكس 400

تشمل عائلة إنفيديا بشكل أساسي الرسومات والاتصالات اللاسلكية ومعالجات الكمبيوتر وأجهزة / برامج السيارات. بعض العائلات مذكورة أدناه:
- جيفورس، منتجات معالجة الرسومات الموجهة للمستهلكين
- كوادرو، التصميم بمساعدة الكمبيوتر ومنتجات معالجة رسومات محطات العمل لإنشاء المحتوى الرقمي
- NVS، حل رسومات الأعمال متعدد الشاشات
- تيجرا، نظام على سلسلة شرائح للأجهزة المحمولة
- إنفيديا تسلا، وحدة معالجة رسومات مخصصة للأغراض العامة لتطبيقات إنشاء الصور المتطورة في المجالات المهنية والعلمية
- إنفورس [الإنجليزية]، مجموعة شرائح اللوحة الأم التي أنشأتها إنفيديا لمعالجات إنتل (سيليرون وبانتيم وكور 2) ومعالجات إي إم دي (أثلون ودورون)
- إنفيديا GRID، مجموعة من الأجهزة والخدمات من إنفيديا لمحاكاة الرسوميات
- إنفيديا شيلد، مجموعة من أجهزة الألعاب بما في ذلك إنفيديا شيلد [الإنجليزية] و شيلد تابلت [الإنجليزية] ومؤخراً شيلد أندرويد تي في
- حلول السيارات إنفيديا درايف، مجموعة من منتجات الأجهزة والبرامج لمساعدة سائقي السيارات. إنفيديا درايف [الإنجليزية] عبارة عن منصة كمبيوتر عالية الأداء تهدف إلى القيادة الذاتية من خلال التعلم العميق،[117] بينما Driveworks هو نظام تشغيل للسيارات بدون سائق.[118]
- شريحة H100 وهي عبارة عن معالج للرسوم والصور تمنح اللاعبين أعلى درجة من الواقعية في التجربة البصرية. كما أن هذه الشريحة أعدت لمعالجة كمية هائلة من البيانات، حتى أصبحت مناسبة تماماً للاضطلاع بمهمة تدريب نماذج الذكاء الاصطناعي التي تحتاج إلى كمية هائلة من الطاقة.[119]

## دعم البرامج مفتوحة المصدر
حتى 23 سبتمبر 2013، لم تنشر إنفيديا أي وثائق عن أجهزتها المتقدمة، مما يعني أن المبرمجين لا يمكنهم كتابة برنامج تشغيل حر ومفتوح المصدر للجهاز لمنتجاتها دون اللجوء إلى الهندسة العكسية (غرفة نظيفة).
بدلاً من ذلك، توفر إنفيديا برامج تشغيل رسومات جيفورس الثنائية الخاصة بها لـ X.Org ومكتبة مفتوحة المصدر تتفاعل مع نواة لينكس أو فري بي ‌إس ‌دي أو سولاريس وبرنامج الرسومات الخاص بها. قدمت إنفيديا أيضًا برنامج تشغيل مفتوح المصدر مبهمًا ولكنه توقف عن دعمه والذي يدعم فقط تسريع الأجهزة ثنائي الأبعاد ويتم شحنه مع توزيع X.Org.
أدت الطبيعة الاحتكارية لمحركات إنفيديا إلى استياء داخل مجتمعات البرمجيات الحرة. يصر بعض مستخدمي لينكس وبي ‌إس ‌دي على استخدام برامج تشغيل مفتوحة المصدر فقط ويعتبرون إصرار إنفيديا على عدم توفير أي شيء أكثر من برنامج تشغيل ثنائي فقط غير كافٍ، نظرًا لأن الشركات المصنعة المنافسة مثل إنتل تقدم الدعم والتوثيق لمطوري البرامج مفتوحة المصدر وغيرهم (مثل إي إم دي) إصدار وثائق جزئية وتقديم بعض التطوير النشط.
نظرًا للطبيعة المغلقة للسائقين، لا يمكن لبطاقات الفيديو إنفيديا تقديم ميزات مناسبة على بعض الأنظمة الأساسية والبنى نظرًا لأن الشركة توفر فقط برامج تشغيل x86 / x64 و ARMv7-A. نتيجة لذلك، لا يوجد دعم لتسريع الرسومات ثلاثية الأبعاد في لينكس على باور بي سي، ولا يدعم لينكس على وحدة تحكم بلاي ستيشن المقيدة من خلال برنامج مراقب الأجهزة الافتراضية.
يدعي بعض المستخدمين أن برامج تشغيل لينكس الخاصة بـ إنفيديا تفرض قيودًا مصطنعة، مثل الحد من عدد الشاشات التي يمكن استخدامها في نفس الوقت، لكن الشركة لم تعلق على هذه الاتهامات.
في عام 2014، مع وحدات معالجة الرسومات ماكسويل، بدأت إنفيديا في طلب البرامج الثابتة بواسطتها لإلغاء تأمين جميع ميزات بطاقات الرسومات الخاصة بها. حتى الآن لم تتغير هذه الحالة وتجعل كتابة برامج تشغيل مفتوحة المصدر صعبة.

## التعلم العميق
تُستخدم وحدات معالجة الرسومات من إنفيديا في التعلم العميق والذكاء الاصطناعي والتحليلات السريعة. طورت الشركة التعلم العميق القائم على GPU من أجل استخدام الذكاء الاصطناعي للتعامل مع مشاكل مثل اكتشاف السرطان والتنبؤ بالطقس والمركبات ذاتية القيادة تم تضمينها في العديد من سيارات تيسلا قبل أن يعلن إيلون ماسك في يوم Tesla Autonomy في عام 2019 أن الشركة طورت جهاز الكمبيوتر الخاص بها والكمبيوتر ذاتي القيادة الآن وستتوقف عن استخدام أجهزة إنفيديا في سياراتها. وفقًا لـ تك ريبابلك، تعمل وحدات معالجة الرسومات إنفيديا بشكل جيد لمهام التعلم العميق لأنها مصممة للحوسبة المتوازية وتعمل بشكل جيد للتعامل مع عمليات المتجهات والمصفوفة السائدة في التعلم العميق. يتم استخدام وحدات معالجة الرسومات هذه من قبل الباحثين والمختبرات وشركات التكنولوجيا وشركات المؤسسات. في عام 2009، شاركت إنفيديا فيما أطلق عليه «الانفجار الكبير» للتعلم العميق، «حيث تم دمج الشبكات العصبية للتعلم العميق مع وحدات معالجة الرسومات إنفيديا (GPUs)». في ذلك العام، استخدم جوجل برين وحدات معالجة الرسومات إنفيديا لإنشاء شبكات عصبية عميقة قادرة على التعلم الآلي، حيث قرر أندرو نج أن وحدات معالجة الرسومات يمكنها زيادة سرعة أنظمة التعلم العميق بنحو 100 مرة.

### DGX
في أبريل 2016، أنتجت إنفيديا الكمبيوتر العملاق دي جي أكس 1 [الإنجليزية] استنادًا إلى مجموعة 8 GPU، لتحسين قدرة المستخدمين على استخدام التعلم العميق من خلال الجمع بين وحدات معالجة الرسومات وبرامج التعلم العميق المتكاملة. كما طورت أيضًا أجهزة افتراضية تعتمد على إنفيديا Tesla K80 و P100، والتي تتوفر من خلال منصة جوجل السحابية، والتي قامت جوجل بتثبيتها في نوفمبر 2016. أضافت مايكروسوفت خوادم GPU في عرض معاينة لسلسلة N الخاصة بها بناءً على Tesla K80s من إنفيديا، كل منها يحتوي على 4992 نواة معالجة. في وقت لاحق من ذلك العام، تم إنتاج مثيل P2 الخاص بـ AWS باستخدام ما يصل إلى 16 وحدة معالجة رسومات إنفيديا Tesla K80. في ذلك الشهر، دخلت إنفيديا أيضًا في شراكة مع IBM لإنشاء مجموعة برامج تعزز قدرات الذكاء الاصطناعي في واتسون، تسمى IBM PowerAI. تقدم إنفيديا أيضًا مجموعة تطوير برامج إنفيديا التعلم العميق الخاصة بها. في عام 2017، تم جلب وحدات معالجة الرسومات أيضًا عبر الإنترنت في مركز ريكن لمشروع الذكاء المتقدم لشركة فوجيتسو. أدت تقنية التعلم العميق للشركة إلى زيادة أرباحها لعام 2017.[بحاجة لمصدر]
في مايو 2018، أدرك الباحثون في قسم الذكاء الاصطناعي في إنفيديا إمكانية أن الروبوت يمكن أن يتعلم أداء وظيفة ببساطة عن طريق مراقبة الشخص الذي يقوم بنفس الوظيفة. لقد أنشأوا نظامًا، بعد مراجعة واختبار قصير، يمكن استخدامه بالفعل للتحكم في الروبوتات العالمية للجيل القادم. بالإضافة إلى تصنيع وحدة معالجة الرسومات، توفر إنفيديا إمكانات معالجة متوازية للباحثين والعلماء تتيح لهم تشغيل تطبيقات عالية الأداء بكفاءة.

## برنامج التأسيس
تم إنشاء برنامج بداية إنفيديا لدعم الشركات الناشئة التي تحقق تقدمًا استثنائيًا في مجالات الذكاء الاصطناعي وعلوم البيانات. يتم الإعلان عن الفائزين بالجائزة في مؤتمر GTC الخاص بـ إنفيديا. يوجد حاليًا 2800 شركة ناشئة في برنامج البداية.

### الفائزون 2017
- جينيتيس (الابتكار الاجتماعي)
- أثيلاس (سخونة الناشئة)
- ديب أنستينكت [الإنجليزية] (الأكثر اضطرابًا)

### الفائزون 2018
- الطبية الدقيقة (الرعاية الصحية)
- AiFi (مؤسسي)
- أنظمة كينيما (المركبات المستقلة)

## وصلات خارجية
- موقع إنفيديا الرسمي
- الموقع بالفرنسية